# Apolonio de Citio
Apolonio de Citio (en latín Apollonius Citiensis, en griego antiguo Άπολλώνιος ό Κιτιεύς) era un médico griego del siglo I a. C. nacido en Citio, actual Lárnaca, Chipre.
Estudió medicina en Alejandría con el cirujano Zopyrus, pero vivió en Kition (actual Lárnaca). Otra teoría es que estudió medicina en Citio, aunque no está claro si existía una facultad de medicina en aquella época.
Fue el más antiguo comentarista de la obra de Hipócrates, y estudió medicina en Alejandría, donde probablemente ejerció.

## Antecedentes
La fama de Apolonios se extendió por toda la el mundo griego antiguo, y fue considerado el más importante de todos los médicos chipriotas. Las opiniones médicas de Apolonios fueron consideradas válidas y auténticas según Erotiano. Importantes personalidades como Estrabón, Cicerón y Pedanius Dioscórides también han escrito comentarios positivos sobre Apollonios. Aunque principalmente era médico, Apollonios se interesaba por la cirugía y los traumatismos.

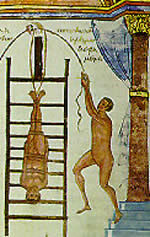
Tomado de 'Peri Arthron'. Tratamiento de dislocación.

## Libros
Apollonios escribió varios libros sobre medicina pero su más importante (y el que sobrevivió) es Peri Arthron (Sobre las articulaciones, en griego: Περὶ Ἄρθρων) que es un estudio de las enseñanzas de Hipócrates sobre el tema. Este libro fue escrito en Chipre. Un ejemplar de esta obra se encontró en la biblioteca del médico bizantino Nikitas, y actualmente se conserva en Florencia. El libro fue escrito bajo el patrocinio del rey Ptolomeo (Ptolomeo de Chipre) hacia el 81-58 a. C. Está dividido en tres secciones escritas en diferentes momentos. La primera parte trata de las luxaciones del hombro; la segunda, de las del codo, la muñeca, la mandíbula y la columna vertebral, mientras que la tercera y última parte trata de las luxaciones de los miembros inferiores. El libro incluye 30 imágenes pintadas a mano, que se cree que son copias hechas del libro original escrito por el propio Hipócrates.

Se cree que escribió un libro sobre la epilepsia (Sobre los epilépticos). Esto no ha sobrevivido. Herodiano menciona que Apolonios escribió (o fue coautor) de un total de 21 libros. Algunos de ellos eran estudios sobre los efectos adversos del alcohol, elaborando el tipo de voz producido durante la embriaguez. Uno de los libros era sobre terapia general (curationes).

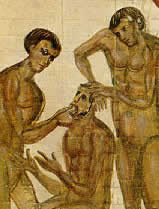
Imagen extraída del libroΠερὶ Ἄρθρων ("Sobre las articulaciones"). Se cree que Apollonios es el operador principal.

## Legado moderno
Muchos estudiantes modernos de la historia de la medicina griega y chipriota han escrito sobre Apolonios. El municipio de Lárnaca ha dado su nombre a una calle y, más recientemente, ha dedicado una estatua en una plaza principal de la ciudad. Los dibujos de Apollonios pintados a mano de sus libros sobre las articulaciones se han exhibido en diversas exposiciones médicas e históricas. La Biblioteca Laurenciana de Florencia, donde se encuentra el manuscrito original, ha accedido a permitir la extracción del manuscrito con fines de exposición, sólo en muy raras ocasiones.
En mayo de 2013, el Museo Médico Kyriazis de Larnaca organizó un gran evento para celebrar los 2000 años de la muerte de Apolonio.